# Compagnie Paquet
Compagnie Paquet, gewoonlijk Paquet en later Paquet-Syndicat genoemd, was een regionale Canadese warenhuisketen in de omgeving van de stad Québec. De eerste winkel werd in 1850 in Québec opgericht door Zéphirin Paquet en zijn vrouw Marie-Louise Hamel. In 1981 werd het bedrijf gesloten.

## Geschiedenis
Zéphirin Paquet werd op 20 december 1818 geboren in Pointe-aux-Trembles bij Neuville in Portneuf. In 1834 ging hij aan de slag bij een boer in zijn streek. In 1836 verhuisde hij naar de regio Québec, waar hij in 1840 met 20 koeien een van de belangrijkste melkveehouders van de stad was. In 1845 werd het bedrijf getroffen door de brand in de buitenwijken Saint-Jean en Saint-Louis, waarbij de stal uitbrandde, maar de koeien gered werden. Vervolgens verplaatste hij zijn activiteiten naar de benedenstad, vlak bij het Algemeen Ziekenhuis, in een snel groeiende wijk. Zijn vrouw opende een kleine winkel in het huis, waar ze hoeden, fournituren en kleding verkocht.
In 1858 breidden ze hun bedrijf uit, maar het brandde in 1866 af door de brand van Saint-Sauveur. De goederen konden op tijd gered worden en de familie Paquet verhuisde naar de Rue Saint-Joseph. Tot 1878 werd een pand van vier verdiepingen gehuurd, dat in 1878 werd gekocht. Vervolgens kocht hij gedurende een tiental jaar, voor $60.000, stukken aaneengesloten grond en gebouwen, tussen de Rue Saint-Joseph en Rue des Fossés. In 1898 nam Joseph-Arthur Paquet de leiding van het bedrijf over van zijn vader, vanwege zijn verslechterende gezondheid. Hij stierf in 1901, waarna de zaak verdeeld werd tussen de overgebleven broers en zussen. In 1907 werd Victor de Lotbinière Laurin, getrouwd met Joséphine Paquet, tot 1947 een van de drie mededirecteuren van het bedrijf.
Vanwege de populariteit van de catalogus opende Compagnie Paquet vestigingen in heel Canada voor het afhalen en retourneren van goederen. In verband met de viering van het driehonderdjarig bestaan van de stad Québec in 1908 sloot Compagnie Paquet de bovenste verdieping van de winkel aan de Rue Saint-Joseph om er een restaurant van te maken. Het magazijn verhuisde naar Pointe aux lièvres, waar het tot 1970 was in de voormalige fabriek van Quebec Worsted Co. Aanvankelijk werden hier hoeden en bont geproduceerd, maar later werd het een magazijn voor postorders.
Toen de nieuwe generatie de leiding van het bedrijf overnam, verenigden de leden van twee eigenaarsfamilies van de Compagnie Paquet zich in 1950 om het bedrijf te moderniseren. Dit leidde tot een modern gebouw van 6 verdiepingen tegenover de Boulevard Charest. Het moderne bedrijf had een winkeloppervlakte van 18.600 m².
Met de komst van winkelcentra in de buitenwijken in de regio Québec ontstond er concurrentie met de warenhuizen aan Rue Saint-Joseph in het centrum van Québec. Paquet opende in 1960 een eerste filiaal in het winkelcentrum Place Laurier, gevolgd door een ander filiaal in het winkelcentrum Fleur de Lys bij Vanier en het Colisée de Québec en later in de Galeries Chagnon in Lévis.

### Financiële problemen en sluiting
Na de overname van zijn concurrent, Syndicat de Québec, in 1975, werd de naam gewijzigd in Paquet-Le Syndicat. Ondanks de fusie van deze twee bedrijven kwam het bedrijf in juli 1981 in grote financiële problemen. Hiervoor waren talrijke oorzaken: de recessie, de sluiting van de Pollack-winkels, inflatie in het begin van de jaren 1980, de verouderde klantenkring, een werknemersstaking in 1980, een bevolkingsafname in de wijk Saint-Roch en de komst van verschillende grote Canadese ketens in de regio Québec, zoals Sears, Eaton's, en Amerikaanse ketens zoals Woolco. De laatste eigenaar was de investeerder Jean-Yves Laurin, die de keten in 1979 verwierf.
Eind juni en begin juli 1981 was er nog steeds hoop op redding van de keten dankzij het reddingsplan van de twee vestigingen van Paquet en Syndicat de Quebec in het Place Laurier, terwijl de andere resterende winkels in de regio Québec werden gesloten. Ondanks de hoop begon het proces van sluiting van Paquet-Syndicat de Québec met de liquidatie-uitverkoop op 9 juli 1981. Op 25 juli sloten de eerste twee vestigingen hun deuren, te beginnen met de Paquet-winkel in Lévis. In dit pand was voorheen de Pollack-winkel aan de zuidkust van Québec gehuisvest. De Syndicat de Quebec-winkel in het Place Fleur de Lys was de tweede die dezelfde dag sloot toen de resterende koopwaar van deze filialen naar de filialen in het centrum van Québec werd overgebracht.
De Syndicat de Quebec-winkel in het Mail Saint-Roch sloot zijn deuren op 8 augustus 1981. De Paquet-winkel aan de Rue Saint-Joseph sloot op 15 augustus 1981. Eind augustus deden geruchten de ronde en werd later bevestigd dat de filialen van Paquet en Syndicat de Quebec in het winkelcentrum Place Laurier te koop stonden of zouden worden gesloten door de bewindvoerder die het faillissement van het bedrijf afhandelde. Omdat ze geen toegang meer hadden tot de elektronische kassa's sinds het centrale boekhoudsysteem buiten gebruik was gesteld, werkten deze filialen sinds het begin van de zomer van 1981 met oude lokale kassa's uit de jaren 1940.
De voormalige Paquet-winkel in het winkelcentrum Galeries Chagnon werd na de sluiting in 1981 ingenomen door een vestiging van Zellers. Op 5 september 1981 eindigde de hoop op een doorstart voor de werknemers van de filialen van Paquet en Syndicat de Quebec in het Place Laurier, nadat zij op de hoogte werden gebracht van de definitieve sluiting van deze filialen. Na de definitieve liquidatieverkoop van de voorraden, die startte op 8 september, sloten de vestigingen in het Place Laurier definitief hun deuren op zaterdag 26 september 1981.

## Laatste poging
Op 13 oktober 1981 presenteerde de president van het bedrijf en de laatste eigenaar, Jean-Yves Laurin, zijn plan om het bedrijf nieuw leven in te blazen aan de 294 schuldeisers van Compagnie Paquet-Le Syndicat. 284 van de 294 schuldeisers accepteerden het herstelplan. Zijn plan hield het volgende in:
- Heropening in december 1981 van een filiaal in het centrum van Québec en een filiaal in het Place Laurier;
- Transformatie van de bovenste 4 verdiepingen van het Paquet-gebouw tot kantoren;
- Kwijtschelding van de schulden aan de Nationale Bank van Canada en de Fédération des Caisses d’entraide économique du Québec;
- Sluiting van een akkoord met de gewone schuldeisers, waarbij zij een kwart van de geïnvesteerde bedragen zouden terugkrijgen.

Op 4 december 1981 keurde het Hof van Beroep van Québec het door Jean-Yves Laurin voorgestelde akkoord goed. De werknemers van de Union of Paquet-Syndicat wilden het voorstel door dit Hof ongeldig laten verklaren. Het Hooggerechtshof van Québec kwam echter tot dezelfde uitspraak. Ondanks deze stappen zou de warenhuisketen niet uit zijn as herrijzen.